# 79A busz (Budapest)
A budapesti 79A jelzésű autóbusz Csepel, Szent Imre tér és a Közvágóhíd között közlekedett. A vonalat a Budapesti Közlekedési Zrt. üzemeltette.

## Története
1994. január 1-jén elindult a 79A busz, mely szombati napokon közlekedett és nem tért be a Szállító utcához. 1996. április 1-jétől az alapjárattal együtt a Bajáki Ferenc utcán át, a csepeli kórház és Csepel HÉV-állomás érintésével közlekedett. 2006. december 1-jétől útvonala módosult, a Csepel rakpart és a Hídépítő utca helyett (a Nagyvásártelep érintése nélkül) a Soroksári útnál fordult vissza. 2008. február 16-án jelzése 179A-ra módosult, majd 2008. augusztus 16-án megszűnt.

## Útvonala
| Csepel, Szent Imre tér felé | Közvágóhíd felé |
| --- | --- |
| Közvágóhíd vá. – Soroksári út – Összekötő út – Kvassay Jenő út – Szabadkikötő út – Kossuth Lajos utca – Szent Imre tér – Tanácsház utca – II. Rákóczi Ferenc út – Karácsony Sándor utca – Bajáki Ferenc utca – Posztógyár utca – II. Rákóczi Ferenc út – Koltói Anna utca – Csepel, Szent Imre tér vá. | Csepel, Szent Imre tér vá. – Tanácsház utca – Kossuth Lajos utca – Szabadkikötő út – Kvassay Jenő út – szervizút – Közvágóhíd vá. |

## Megállóhelyei
| 79A (Csepel, Szent Imre tér – Közvágóhíd) | 79A (Csepel, Szent Imre tér – Közvágóhíd) | 79A (Csepel, Szent Imre tér – Közvágóhíd)     | 79A (Csepel, Szent Imre tér – Közvágóhíd) | 79A (Csepel, Szent Imre tér – Közvágóhíd) | 79A (Csepel, Szent Imre tér – Közvágóhíd)                           | 79A (Csepel, Szent Imre tér – Közvágóhíd)                                                                               | 79A (Csepel, Szent Imre tér – Közvágóhíd) |
| Perc (↓)                                  | Perc (↓)                                  | Megállóhely                                   | Perc (↑)                                  | Perc (↑)                                  | Átszállási kapcsolatok                                              | Átszállási kapcsolatok                                                                                                  |                                           |
| 1994                                      | 2008                                      | Megállóhely                                   | 1994                                      | 2008                                      | a járat indításakor                                                 | a járat megszűnésekor                                                                                                   |                                           |
| ----------------------------------------- | ----------------------------------------- | --------------------------------------------- | ----------------------------------------- | ----------------------------------------- | ------------------------------------------------------------------- | --- | ----------------------------------------- |
| 0                                         | 0                                         | Csepel, Szent Imre tér végállomás             | 12                                        | 24                                        | 19, 38, 48, 51, 52, 59, 59A, 71, 138, 148, 152, 159 Helyközi buszok | 38A, 48, 51, 52, 59, 59A, 71, 138, 151, 152, 159 687, 688, 689, 690                                                     |                                           |
| ∫                                         | ∫                                         | Koltói Anna utca                              | 11                                        | 24                                        | Csepeli gyorsvasút 38, 51, 52, 71, 138, 152, 159                    | 38A, 51, 52, 71, 138, 152, 159                                                                                          |                                           |
| ∫                                         | ∫                                         | Szent Imre tér                                | ∫                                         | 23                                        | Nem érintette                                                       | Csepeli HÉV 38A, 48, 51, 52, 59, 59A, 71, 138, 151, 152, 159 673, 674, 675, 676, 677, 679, 680, 687, 688, 689, 690, 699 |                                           |
| ∫                                         | ∫                                         | Karácsony Sándor utca                         | ∫                                         | 22                                        | Nem érintette                                                       | Csepeli HÉV 38A, 52, 59A, 138, 151, 152, 159 673, 674, 675, 676, 677, 679, 680, 687, 688, 689, 690, 699                 |                                           |
| ∫                                         | ∫                                         | Csepel, HÉV-állomás                           | ∫                                         | 20                                        | Nem érintette                                                       | Csepeli HÉV 38A, 138 673, 674, 675, 676, 677, 679, 680, 687, 688, 689, 690, 699                                         |                                           |
| ∫                                         | ∫                                         | Csepeli Kórház                                | ∫                                         | 18                                        | Nem érintette                                                       | |                                           |
| ∫                                         | ∫                                         | Bajáki Ferenc utca                            | ∫                                         | 17                                        | Nem érintette                                                       | |                                           |
| ∫                                         | ∫                                         | Karácsony Sándor utca                         | ∫                                         | 16                                        | Nem érintette                                                       | Csepeli HÉV 38A, 52, 59A, 138, 151, 152, 159 673, 674, 675, 676, 677, 679, 680, 687, 688, 689, 690, 699                 |                                           |
| ∫                                         | ∫                                         | II. Rákóczi Ferenc út                         | ∫                                         | 15                                        | Nem érintette                                                       | Csepeli HÉV 38A, 52, 59A, 138, 151, 152, 159                                                                            |                                           |
| 1                                         | 1                                         | Szent Imre tér (↓) Csepel, Szent Imre tér (↑) | ∫                                         | 14                                        | 38, 48, 51, 52, 59, 59A, 71, 138, 148, 152, 159 Helyközi buszok     | 38A, 48, 51, 52, 59, 59A, 71, 138, 151, 152, 159 687, 688, 689, 690                                                     |                                           |
| 2                                         | 2                                         | Ady Endre út (↓) Kossuth Lajos utca (↑)       | 9                                         | 11                                        | 19, 48, 51, 59, 148                                                 | 48, 51, 59, 151 |                                           |
| 4                                         | 4                                         | Corvin út (↓) Petróleum utca (↑)              | 7                                         | 9                                         | 19, 59                                                              | 59 |                                           |
| 5                                         | 5                                         | Szabadkikötő                                  | 7                                         | 5                                         | Csepeli gyorsvasút                                                  | Csepeli HÉV |                                           |
| ∫                                         | ∫                                         | Szabadkikötő út                               | 6                                         | ∫                                         |                                                                     | Nem érintette |                                           |
| 8                                         | 8                                         | Csepeli híd                                   | 4                                         | 2                                         |                                                                     | |                                           |
| ∫                                         | 9                                         | Helyi kikötő út                               | ∫                                         | 4                                         | Nem érintette                                                       | |                                           |
| 9                                         | ∫                                         | Kvassay Jenő út                               | ∫                                         | ∫                                         |                                                                     | Nem érintette |                                           |
| 10                                        | ∫                                         | Nagyvásártelep                                | 1                                         | ∫                                         |                                                                     | Nem érintette |                                           |
| ∫                                         | ∫                                         | Kvassay Jenő út                               | ∫                                         | 3                                         | Nem érintette                                                       | Ráckevei HÉV 23, 54, 55, 103 1, 2, 24                                                                                   |                                           |
| 11                                        | 10                                        | Közvágóhíd végállomás                         | 0                                         | 0                                         | Ráckevei HÉV 23, 54 2, 24, 31                                       | Ráckevei HÉV 23, 54, 55, 103 1, 2, 24                                                                                   |                                           |